# Grammy Award for Best Country Collaboration with Vocals

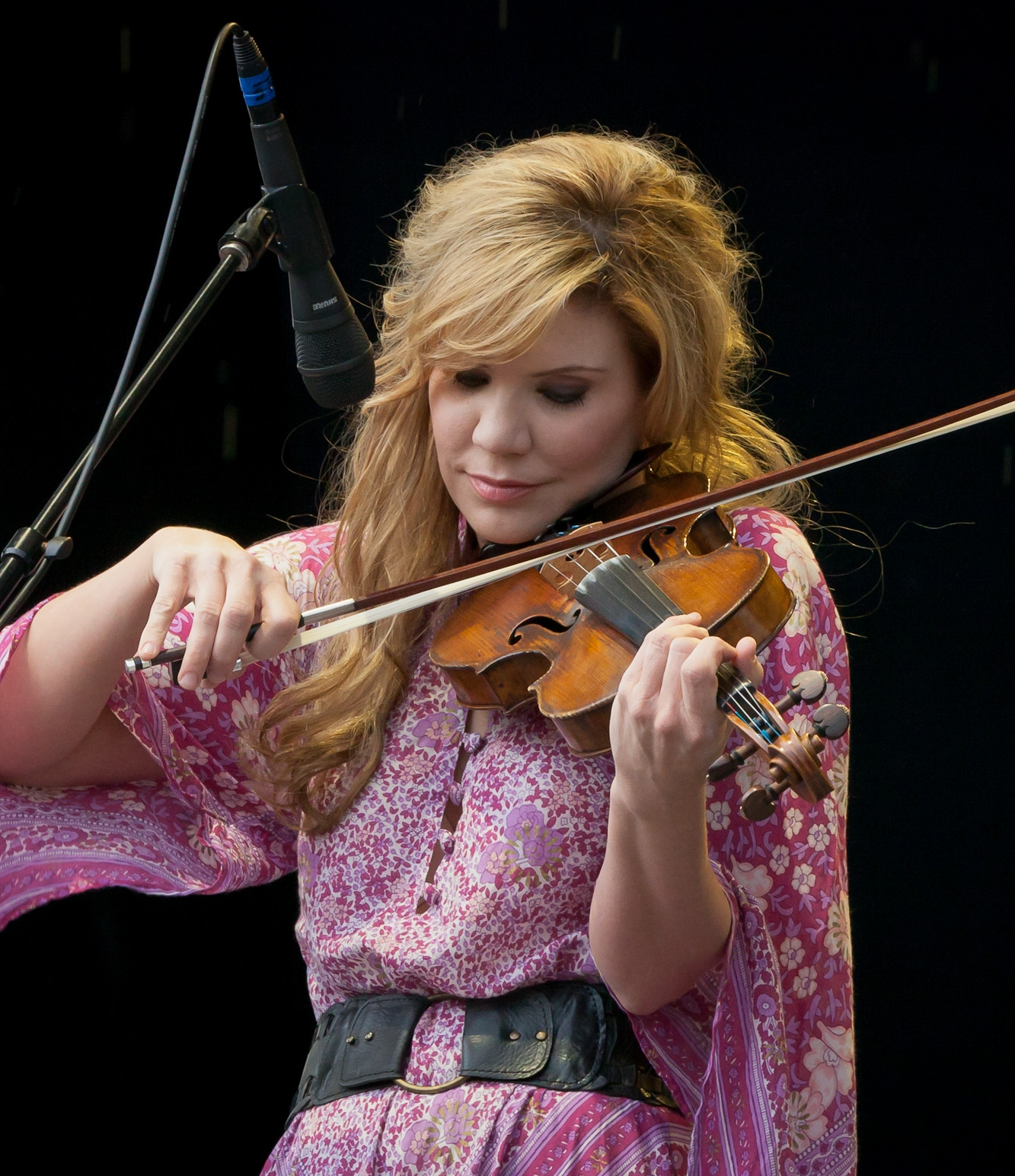
Alison Krauss hat den Grammy Award for Best Country Collaboration with Vocals insgesamt fünf Mal erhalten

Der Grammy Award for Best Country Collaboration with Vocals, auf Deutsch „Grammy-Auszeichnung für die beste Country-Zusammenarbeit mit Gesang“, ist ein Musikpreis, der von 1988 bis 2011 von der amerikanischen Recording Academy im Bereich der Country-Musik verliehen wurde.

## Geschichte und Hintergrund
Die seit 1959 verliehenen Grammy Awards werden jährlich in zahlreichen Kategorien von der Recording Academy in den Vereinigten Staaten vergeben, um künstlerische Leistung, technische Kompetenz und hervorragende Gesamtleistung ohne Rücksicht auf die Album-Verkäufe oder Chart-Position zu würdigen.
Eine dieser Kategorien ist der Grammy Award for Best Country Collaboration with Vocals. Der Preis wurde von 1988 bis 2011 vergeben und hieß ursprünglich Grammy Award for Best Country Vocal Performance, Duet. Die Auszeichnung wurde im ersten Jahr an Kenny Rogers und Ronnie Milsap für das Lied Make No Mistake, She’s Mine verliehen. Im nächsten Jahr wurde der Name der Kategorie in Grammy Award for Best Country Vocal Collaboration geändert und unter dieser Bezeichnung bis 1995 vergeben. Ab 1996 hieß der Preis dann Grammy Award for Best Country Collaboration with Vocals. Im Jahr 2011 wurde die Kategorie mit dem Grammy Award for Best Country Performance by a Duo or Group with Vocal und dem Grammy Award for Best Country Instrumental Performance verschmolzen und es wurde die neue Kategorie Grammy Award for Best Country Duo/Group Performance gebildet.
Alison Krauss hält den Rekord für die meisten Siege in der Kategorie Grammy Award for Best Country Collaboration with Vocals mit insgesamt fünf Siegen. Am häufigsten nominiert in dieser Kategorie waren Emmylou Harris und Willie Nelson, beide mit neun Nominierungen.

## Gewinner und Nominierte
| Jahr | Gewinner | Nationalität                              | Werk                                   | Nominierte | Bild des/der Gewinner(s) |
| ---- | --- | ----------------------------------------- | -------------------------------------- | --- | ------------------------ |
| 1988 | Ronnie Milsap und Kenny Rogers | Vereinigte Staaten                        | Make No Mistake, She's Mine            | - Glen Campbell und Emmylou Harris – You Are - Glen Campbell und Steve Wariner – The Hand That Rocks the Cradle - Holly Dunn und Michael Martin Murphey – A Face in a Crowd - Crystal Gayle und Gary Morris – Another World |                          |
| 1989 | k.d. lang und Roy Orbison | Kanada Vereinigte Staaten                 | Crying                                 | - Rosanne Cash und Rodney Crowell – It’s Such a Small World - Earl Thomas Conley und Emmylou Harris – We Believe in Happy Endings - k.d. lang, Brenda Lee, Loretta Lynn und Kitty Wells – Honky Tonk Angels Medley - Buck Owens und Dwight Yoakam – Streets of Bakersfield |                          |
| 1990 | Hank Williams, Jr. und Hank Williams, Sr. | Vereinigte Staaten                        | There’s a Tear in My Beer              | - Roy Acuff, Johnny Cash, Emmylou Harris, Levon Helm, die Nitty Gritty Dirt Band und Ricky Skaggs – Will the Circle Be Unbroken - Glen Campbell und Emmylou Harris – You Ain’t Goin’ Nowhere - k.d. lang und Dwight Yoakam – Sin City - Buck Owens und Ringo Starr – Act Naturally                                                                                                 |                          |
| 1991 | Chet Atkins und Mark Knopfler | Vereinigte Staaten Vereinigtes Königreich | Poor Boy Blues                         | - Johnny Cash, Kris Kristofferson, Waylon Jennings und Willie Nelson – Highwayman 2 - George Jones und Randy Travis – A Few Ole Country Boys - B.B. King und Randy Travis – Waiting on the Light to Change - Lorrie Morgan und Keith Whitley – Til a Tear Becomes a Rose |                          |
| 1992 | Vince Gill, Ricky Skaggs und Steve Wariner | Vereinigte Staaten                        | Restless                               | - Suzy Bogguss und Lee Greenwood – Hopelessly Yours - Earl Thomas Conley und Keith Whitley – Brotherly Love - Roy Rogers und Clint Black – Hold on Partner - Dolly Parton und Ricky Van Shelton – Rockin’ Years |                          |
| 1993 | Marty Stuart und Travis Tritt | Vereinigte Staaten                        | The Whiskey Ain’t Workin’              | - Garth Brooks und Chris LeDoux – Whatcha Gonna Do with a Cowboy - Mary Chapin Carpenter und Joe Diffie – Not Too Much to Ask - The Chieftains und die Nitty Gritty Dirt Band – Kilybegs - Delbert McClinton und Tanya Tucker – Tell Me About It |                          |
| 1994 | Linda Davis und Reba McEntire | Vereinigte Staaten                        | Does He Love You                       | - Clint Black und Wynonna – A Bad Goodbye - Mary Chapin Carpenter, Billy Ray Cyrus, Kathy Mattea, Dolly Parton, Pam Tillis und Tanya Tucker – Romeo - Vince Gill und Reba McEntire – The Heart Won’t Lie - Ralph Stanley und Dwight Yoakam – Miner’s Prayer |                          |
| 1995 | Aaron Neville und Trisha Yearwood | Vereinigte Staaten                        | I Fall to Pieces                       | - Suzy Bogguss, Crosby, Stills & Nash, Alison Krauss und Kathy Mattea – Teach Your Children - Johnny Cash, Marty Stuart und Travis Tritt – The Devil Comes Back to Georgia - George Jones und B.B. King – Patches - Loretta Lynn, Dolly Parton und Tammy Wynette – Silver Threads and Golden Needles                                                                               |                          |
| 1996 | Alison Krauss und Shenandoah | Vereinigte Staaten                        | Somewhere in the Vicinity of the Heart | - Chet Atkins und Suzy Bogguss – All My Loving - Linda Davis, Reba McEntire, Martina McBride und Trisha Yearwood – On My Own - Vince Gill und Dolly Parton – I Will Always Love You - Alan Jackson und George Jones – Good Year for the Roses |                          |
| 1997 | Vince Gill und Alison Krauss & Union Station | Vereinigte Staaten                        | High Lonesome Sound                    | - John Berry, Terri Clark, Vince Gill, Faith Hill, Tracy Lawrence, Little Texas, Neal McCoy, Tim McGraw, Lorrie Morgan, Marty Stuart, Travis Tritt und Trisha Yearwood – Hope: Country Music’s Quest for a Cure - Jeff Foxworthy und Alan Jackson – Redneck Games - Lyle Lovett und Randy Newman – Long Tall Texan - Marty Stuart und Travis Tritt – Honky Tonkin’s What I Do Best |                          |
| 1998 | Garth Brooks und Trisha Yearwood | Vereinigte Staaten                        | In Another’s Eyes                      | - Clint Black und Martina McBride – Still Holding On - Faith Hill und Tim McGraw – It’s Your Love - George Jones und Patty Loveless – You Don’t Seem to Miss Me - Toby Keith und Sting – I’m So Happy I Can’t Stop Crying |                          |
| 1999 | Clint Black, Joe Diffie, Merle Haggard, Emmylou Harris, Alison Krauss, Patty Loveless, Earl Scruggs, Ricky Skaggs, Marty Stuart, Pam Tillis, Randy Travis, Travis Tritt und Dwight Yoakam | Vereinigte Staaten                        | Same Old Train                         | - Garth Brooks und Trisha Yearwood – Where Your Road Leads - Brooks & Dunn und Reba McEntire – If You See Him/If You See Her - Vince Gill und Patty Loveless – My Kind of Woman/My Kind of Man - Faith Hill und Tim McGraw – Just to Hear You Say That You Love Me |                          |
| 2000 | Emmylou Harris, Dolly Parton und Linda Ronstadt | Vereinigte Staaten                        | After the Gold Rush                    | - Alabama und ’N Sync – (God Must Have Spent) A Little More Time on You - Asleep at the Wheel und die Dixie Chicks – Roly Poly - Asleep at the Wheel, The Manhattan Transfer und Willie Nelson – Going Away Party - Clint Black und Lisa Hartman Black – When I Said I Do |                          |
| 2001 | Faith Hill und Tim McGraw | Vereinigte Staaten                        | Let’s Make Love                        | - The Dixie Chicks und Sheryl Crow – Strong Enough - The Dixie Chicks und Ricky Skaggs – Walk Softly - Vince Gill und Amy Grant – When I Look Into Your Heart - Alan Jackson und George Strait – Murder on Music Row |                          |
| 2002 | Harley Allen, Pat Enright und Dan Tyminski (The Soggy Bottom Boys) | Vereinigte Staaten                        | I Am a Man of Constant Sorrow          | - Garth Brooks und George Jones – Beer Run (B Double E Double Are You In?) - Emmylou Harris, Alison Krauss und Gillian Welch – Didn’t Leave Nobody But the Baby - Don Henley und Trisha Yearwood – Inside Out - Jo Dee Messina und Tim McGraw – Bring on the Rain |                          |
| 2003 | Willie Nelson und Lee Ann Womack | Vereinigte Staaten                        | Mendocino County Line                  | - Fiona Apple und Johnny Cash – Bridge over Troubled Water - Garth Brooks und Trisha Yearwood – Squeeze Me In - Mary Chapin Carpenter, Sheryl Crow und Emmylou Harris – Flesh and Blood - Alison Krauss, Taj Mahal, die Nitty Gritty Dirt Band und Doc Watson – Will the Circle Be Unbroken (Glory, Glory)                                                                         |                          |
| 2004 | Alison Krauss und James Taylor | Vereinigte Staaten                        | How’s the World Treating You           | - Jimmy Buffett und Alan Jackson – It’s Five O’Clock Somewhere - Johnny Cash und June Carter Cash – Temptation - Norah Jones und Willie Nelson – Wurlitzer Prize (I Don’t Want to Get Over You) - Toby Keith und Willie Nelson – Beer for My Horses |                          |
| 2005 | Loretta Lynn und Jack White | Vereinigte Staaten                        | Portland Oregon                        | - Norah Jones und Willie Nelson – Coat of Many Colors - Norah Jones und Dolly Parton – Creepin’ In - Clint Black, Jimmy Buffett, Kenny Chesney, Alan Jackson, Toby Keith und George Strait – Hey Good Lookin’ - Merle Haggard, Toby Keith und Willie Nelson – Pancho and Lefty |                          |
| 2006 | Faith Hill und Tim McGraw | Vereinigte Staaten                        | Like We Never Loved at All             | - Brooks & Dunn, Sheryl Crow und Vince Gill – Building Bridges - Rodney Crowell und Emmylou Harris – Shelter from the Storm - Merle Haggard und Gretchen Wilson – Politically Uncorrect - Norah Jones und Willie Nelson – Dreams Come True |                          |
| 2007 | Bon Jovi und Jennifer Nettles | Vereinigte Staaten                        | Who Says You Can’t Go Home             | - Garth Brooks und Trisha Yearwood – Love Will Always Win - Solomon Burke und Dolly Parton – Tomorrow Is Forever - Don Henley und Kenny Rogers – Calling Me - Rhonda Vincent und Bobby Osborne – Midnight Angel |                          |
| 2008 | Willie Nelson und Ray Price | Vereinigte Staaten                        | Lost Highway                           | - Kelly Clarkson und Reba McEntire – Because of You - Steve Earle und Allison Moorer – Days Aren’t Long Enough - Faith Hill und Tim McGraw – I Need You - Brad Paisley und Carrie Underwood – Oh Love |                          |
| 2009 | Alison Krauss und Robert Plant | Vereinigte Staaten Vereinigtes Königreich | Killing the Blues                      | - Kenny Chesney und George Strait – Shiftwork - Little Big Town, Jake Owen und Sugarland – Life in a Northern Town - Patty Loveless und George Strait – House Of Cash - Keith Urban und Trisha Yearwood – Let the Wind Chase You |                          |
| 2010 | Randy Travis und Carrie Underwood | Vereinigte Staaten                        | I Told You So                          | - Dierks Bentley und Patty Griffin – Beautiful World - Kenny Chesney und Mac McAnally – Down the Road - Brad Paisley und Keith Urban – Start a Band - George Strait und Lee Ann Womack – Everything But Quits |                          |
| 2011 | Alan Jackson und die Zac Brown Band | Vereinigte Staaten                        | As She’s Walking Away                  | - Trace Adkins und Blake Shelton – Hillbilly Bone - Dierks Bentley, Jamey Johnson und Miranda Lambert – Bad Angel - Dierks Bentley, Del McCoury und die Punch Brothers – Pride (In the Name of Love) - Connie Smith und Marty Stuart – I Run To You |                          |